# Gerrhopilus
Genre
Gerrhopilus est un genre de serpents de la famille des Gerrhopilidae. 

## Répartition
Les 21 espèces de ce genre se rencontrent en Asie du Sud, en Asie du Sud-Est et en Mélanésie.

## Liste des espèces
Selon The Reptile Database (9 novembre 2017) :
- Gerrhopilus addisoni Kraus, 2017
- Gerrhopilus andamanensis (Stoliczka, 1871)
- Gerrhopilus ater (Schlegel, 1839)
- Gerrhopilus beddomii (Boulenger, 1890)
- Gerrhopilus bisubocularis (Boettger, 1893)
- Gerrhopilus ceylonicus (Smith, 1943)
- Gerrhopilus depressiceps (Sternfeld, 1913)
- Gerrhopilus eurydice Kraus, 2017
- Gerrhopilus floweri (Boulenger, 1899)
- Gerrhopilus fredparkeri (Wallach, 1996)
- Gerrhopilus hades (Kraus, 2005)
- Gerrhopilus hedraeus (Savage, 1950)
- Gerrhopilus inornatus (Boulenger, 1888)
- Gerrhopilus lestes Kraus, 2017
- Gerrhopilus manilae (Taylor, 1919)
- Gerrhopilus mcdowelli (Wallach, 1996)
- Gerrhopilus mirus (Jan, 1860)
- Gerrhopilus oligolepis (Wall, 1909)
- Gerrhopilus persephone Kraus, 2017[3]
- Gerrhopilus thurstoni Boettger, 1890
- Gerrhopilus tindalli (Smith, 1943)

## Taxinomie
Les espèces de ce genre étaient auparavant classées dans le genre Typhlops.

## Publication originale
- Fitzinger, 1843 : Systema Reptilium, fasciculus primus, Amblyglossae. Braumüller et Seidel, Wien, p. 1-106 (texte intégral).